# ПФК ЦСКА (София) през сезон 2014/15
През лятото армейците правят нова голяма селекция, след като поради различни причини отбора са напуснали основни футболисти, като прекратилият кариерата си Мартин Петров, напусналите заради забавени заплати Емил Гъргоров и Джаксън Менди. Армейците привличат румънския нападател Серджиу Буш и още няколко чуждестранни футболиста. През есента армейците успешно водят в класирането записвайки 2 победи над Левски (2:0 и 0:3).
Преди пролетния кръг армейците водят на шампиона Лудогорец с 3 точки разлика и имат най-добро нападение и защита, допускайки само една загуба. По време на зимната пауза е продаден голмайсторът Серджиу Буш, който дотогава води в таблицата за голмайстори на А група с 10 вкарани гола. От отбора си тръгва и Антон Карачанаков заради неразбирателство с треньора Стойчо Младенов. През зимата са привлечени нови футболисти в отбора за засилване на конкуренцията.
Армейците започват втория дял на първенството много тежко и от 5 мача имат 4 загуби и едно равенство, без вкаран гол. Треньорът Стойчо Младенов подава оставка, а на негово място е назначен бившият футболист на ЦСКА и треньор в ДЮШ Галин Иванов.
В края на март 2015 г. миноритарните акционери в клуба Ивайло Манджуков и Юлиан Инджов заявяват в пресконференция, че ще купят дялове за придобиване на мажоритарен дял в клуба. Няколко дни по-късно се отказват от тази си идея заявявайки, че не им е даден достъп до счетоводните книжа. До края на март, чрез заеми и дарителска кампания за събиране на средства, президентът на НС Александър Томов се опитва да спаси лиценза. На 30 март отборът подава документи за лицензиране. В началото на април Манджуков и Инджов прехвърлят акциите си на Милко Георгиев и Борислав Лазаров, избрани от част от фенклубовете на отбора. На 6 април Александър Томов също прехвърля своите акции на двамата. На 24 април Ивайло Манджуков придобива мажоритарния пакет акции на отбора, а междувременно Юлиан Инджов и Петър Манджуков се отказват от спонсориране на отбора. На 28 април е сменен старши треньорът на отбора, като на мястото на Галин Иванов се завръща Любослав Пенев. В края на май Лицензионната комисия към БФС отказва лиценз на отбора за Европа и А група, на 1 юни и апелативната комисия отказва лиценз за А група. Феновете провеждат множество срещи с настоящите собственици, с бившия собственик на отбора Васил Божков и с Гриша Ганчев, за да молят за подкрепа от тях. В медийното пространство се появяват множество идеи за оставане на ЦСКА в А група, сред които сливане с Литекс или плащане на задълженията и сливане с Локомотив София, който също няма лиценз за професионалния футбол. След срещите с феновете Васил Божков решава да помогне на отбора, като след допълнителни обсъждания се решава да се създаде ново дружество, което да започне от А областна група София. На 24 юни Гриша Ганчев обявява в интервю, че ще поеме издръжката на отбора, без да се създава ново дружество. Няколко дни по-късно Васил Божков се отказва от своя проект. За треньор на отбора е назначен бившият футболист на ЦСКА Христо Янев.